# Liste der portugiesischen Botschafter in Südkorea
Die Liste der portugiesischen Botschafter in Südkorea listet die Botschafter der Republik Portugal in Südkorea auf. Die Länder unterhalten seit 1977 direkte diplomatische Beziehungen, die auf ihre ersten Beziehungen nach der Ankunft der Portugiesischen Entdeckungsreisenden auf der Koreanischen Halbinsel im Jahr 1604 zurückgehen.
Im Jahr 1977 akkreditierte sich der erste portugiesische Botschafter in Südkorea, Portugals Vertreter mit Amtssitz in der japanischen Hauptstadt Tokio. Portugals Botschafter in Japan wurde weiter in Südkorea zweitakkreditiert, bis zur Eröffnung der portugiesischen Botschaft in der südkoreanischen Hauptstadt Seoul 1988.
Neben der Botschaft und seiner konsularischen Abteilung in Seoul unterhält Portugal in der südkoreanischen Stadt Busan ein Honorarkonsulat.

## Missionschefs
| Name                                              | Bild     | Amtszeit                             | Anmerkungen                                                                |
| Südkorea                                          | Südkorea | Südkorea                             | Südkorea                                                                   |
| ------------------------------------------------- | -------- | ------------------------------------ | -------------------------------------------------------------------------- |
| Pedro Martim da Cunha Veiga Madeira de Andrade    |          | ab 1977                              | Botschafter mit Amtssitz Tokio, am 14. Mai 1977 in Seoul akkreditiert      |
| Francisco Manuel Baltazar Moita                   |          | ab 1981                              | Botschafter mit Amtssitz Tokio, am 19. November 1981 in Seoul akkreditiert |
| Luís Eduardo de Almeida Campos Soares de Oliveira |          | 16. August 1988 –29. August 1991     | Botschafter mit Amtssitz Seoul, am 14. September 1988 akkreditiert         |
| Manuel Gervásio Martins de Almeida Leite          |          | 1. September 1991 –11. Juli 1997     | Botschafter mit Amtssitz Seoul, am 12. September 1991 akkreditiert         |
| Fernando José Rodrigues Ramos Machado             |          | 23. Juli 1997 –16. November 2002     | Botschafter mit Amtssitz Seoul, 9. September 1997 akkreditiert             |
| Carlos Manuel Leitão Frota                        |          | 16. November 2002 –30. November 2006 | Botschafter mit Amtssitz Seoul                                             |
| Henrique Manuel Vilela da Silveira Borges         |          | 9. März 2007 –2. April 2012          | Botschafter mit Amtssitz Seoul                                             |
| António Manuel do Amaral Quinteiro Lopes Nobre    |          | 12. April 2012 –5. Juli 2017         | Botschafter mit Amtssitz Seoul, am 5. Oktober 2012 akkreditiert            |
| Manuel António Gonçalves de Jesus                 |          | seit 6. November 2017                | Botschafter mit Amtssitz Seoul, am 20. Dezember 2017 akkreditiert          |